# Carex caespititia
Espèce
Classification phylogénétique
Carex caespititia est une espèce de plantes du genre Carex et de la famille des Cyperaceae.